# Aedes ganapathi
Aedes ganapathi é um espécie de mosquito do Género Aedes, pertencente à família Culicidae.